# تماسين (سيروا)
تماسين هي إحدى مشيخات المملكة المغربية، تتبع جغرافيا لإقليم ورززات وإداريًا لسيروا. يقدر عدد سكانها بـ 3129 نسمة حسب الإحصاء الرسمي للسكان والسكنى لسنة 2004.